# シュティレ鉱
シュティレ鉱(Stilleite)は、セレン化亜鉛からなるセレン化鉱物の1つである。他のセレン化物や硫化物とともにリンネ鉱の中にインクルージョンとして生成する顕微鏡サイズの灰色結晶として発見されているのみである。コンゴ民主共和国（当時はザイール共和国）のカタンガ州で1956年に発見され、ドイツの地質学者ハンス・シュティレの名前に因んで命名された。
アルゼンチンのラ・リオハ州にあるサンタ・ブリジダ鉱山、ドイツのハルツ山地にあるティルケローデでも報告されている。共生鉱物としてはコンゴでは、黄銅鉱、リンネ鉱、セレン鉛鉱、セレン化ベース鉱、輝水鉛鉱、苦灰石、またアルゼンチンでは、セレン水銀鉱、セレン鉛鉱、セレン銅銀鉱、ウマンゴ鉱、クロックマン鉱等がある。